# District de La Châtre
Le district de la Châtre est une ancienne division territoriale française du département de l'Indre de 1790 à 1795.
Il était composé des cantons de la Châtre, Aigurande, Neuvy, Saint Chartier et Sainte Sévére.